# Liste der Baudenkmale in Gosen-Neu Zittau
Die Liste der Baudenkmale in Gosen-Neu Zittau enthält alle Baudenkmale der brandenburgischen Gemeinde Gosen-Neu Zittau und ihrer Ortsteile. Grundlage ist die Landesdenkmalliste vom 31. Dezember 2022. Die Bodendenkmale sind in der Liste der Bodendenkmale in Gosen-Neu Zittau aufgeführt.

## Baudenkmale in den Ortsteilen
In den Spalten befinden sich folgende Informationen:
- ID-Nr.: Die Nummer wird vom Brandenburgischen Landesamt für Denkmalpflege vergeben. Ein Link hinter der Nummer führt zum Eintrag über das Denkmal in der Denkmaldatenbank. In dieser Spalte kann sich zusätzlich das Wort Wikidata befinden, der entsprechende Link führt zu Angaben zu diesem Denkmal bei Wikidata.
- Lage: die Adresse des Denkmales und die geographischen Koordinaten. Link zu einem Kartenansichtstool, um Koordinaten zu setzen. In der Kartenansicht sind Denkmale ohne Koordinaten mit einem roten beziehungsweise orangen Marker dargestellt und können in der Karte gesetzt werden. Denkmale ohne Bild sind mit einem blauen bzw. roten Marker gekennzeichnet, Denkmale mit Bild mit einem grünen beziehungsweise orangen Marker.
- Bezeichnung: Bezeichnung in den offiziellen Listen des Brandenburgischen Landesamtes für Denkmalpflege. Ein Link hinter der Bezeichnung führt zum Wikipedia-Artikel über das Denkmal.
- Beschreibung: die Beschreibung des Denkmales
- Bild: ein Bild des Denkmales und gegebenenfalls einen Link zu weiteren Fotos des Baudenkmals im Medienarchiv Wikimedia Commons

### Gosen
| ID-Nr.                           | Lage                       | Bezeichnung                                                                              | Beschreibung | Bild                                                                                     |
| -------------------------------- | -------------------------- | ---------------------------------------------------------------------------------------- | --- | ---------------------------------------------------------------------------------------- |
| 09115338                         | Köpenicker Straße (Lage)   | Gedenkstein für die Ortsgründung                                                         | | Gedenkstein für die Ortsgründung                                                         |
| 09115427                         | Köpenicker Straße 1 (Lage) | Dorfkirche                                                                               | | weitere Bilder                                                                           |
| 09116025 Teilobjekt zu: 09115427 | Köpenicker Straße 1 (Lage) | Orgel                                                                                    | Die Oregel wurde von den Gebrüder Dinse von 1913 bis 1914 erbaut. | Orgel                                                                                    |
| 09115491                         | Seestraße 1 (Lage)         | Kolonistenhaus                                                                           | Das Kolonistendorf wurde 1757 gegründet. Anfangs waren es 48 Fachwerkhäuser, die in einem kreuzförmigen Straßensystem errichtet wurden. In der Mitte befindet sich ein Dorfplatz. Das noch erhaltene Haus wurde 1754 erbaut und ist seitdem wenig verändert worden. | Kolonistenhaus                                                                           |
| 09115121                         | Seestraße 26 (Lage)        | Doppelhaushälfte eines Kolonistenhauses mit Stallgebäude und straßenseitiger Einfriedung | Das Haus wurde 1754 erbaut und ist seitdem wenig verändert worden. | Doppelhaushälfte eines Kolonistenhauses mit Stallgebäude und straßenseitiger Einfriedung |
| 09115628 Teilobjekt zu: 09115121 | Seestraße 26 (Lage)        | Stall                                                                                    | Der Stall befindet sich an der nordwestlichen Grenze des Grundstückes. | BW                                                                                       |

### Neu Zittau
| ID-Nr.   | Lage                                | Bezeichnung                              | Beschreibung                                                                                     | Bild           |
| -------- | ----------------------------------- | ---------------------------------------- | ------------------------------------------------------------------------------------------------ | -------------- |
| 09115504 | Geschwister-Scholl-Straße 46 (Lage) | Dorfkirche                               | Die evangelische Dorfkirche stammt aus dem Jahre 1763. Im Inneren befindet sich ein Kanzelaltar. | weitere Bilder |
| 09115340 | Geschwister-Scholl-Straße 46 (Lage) | Schiffsmodell einer Barke, in der Kirche | Das Schiffsmodell befindet sich im Vorraum der Kirche.                                           | BW             |